# 남성과 성교하는 남성

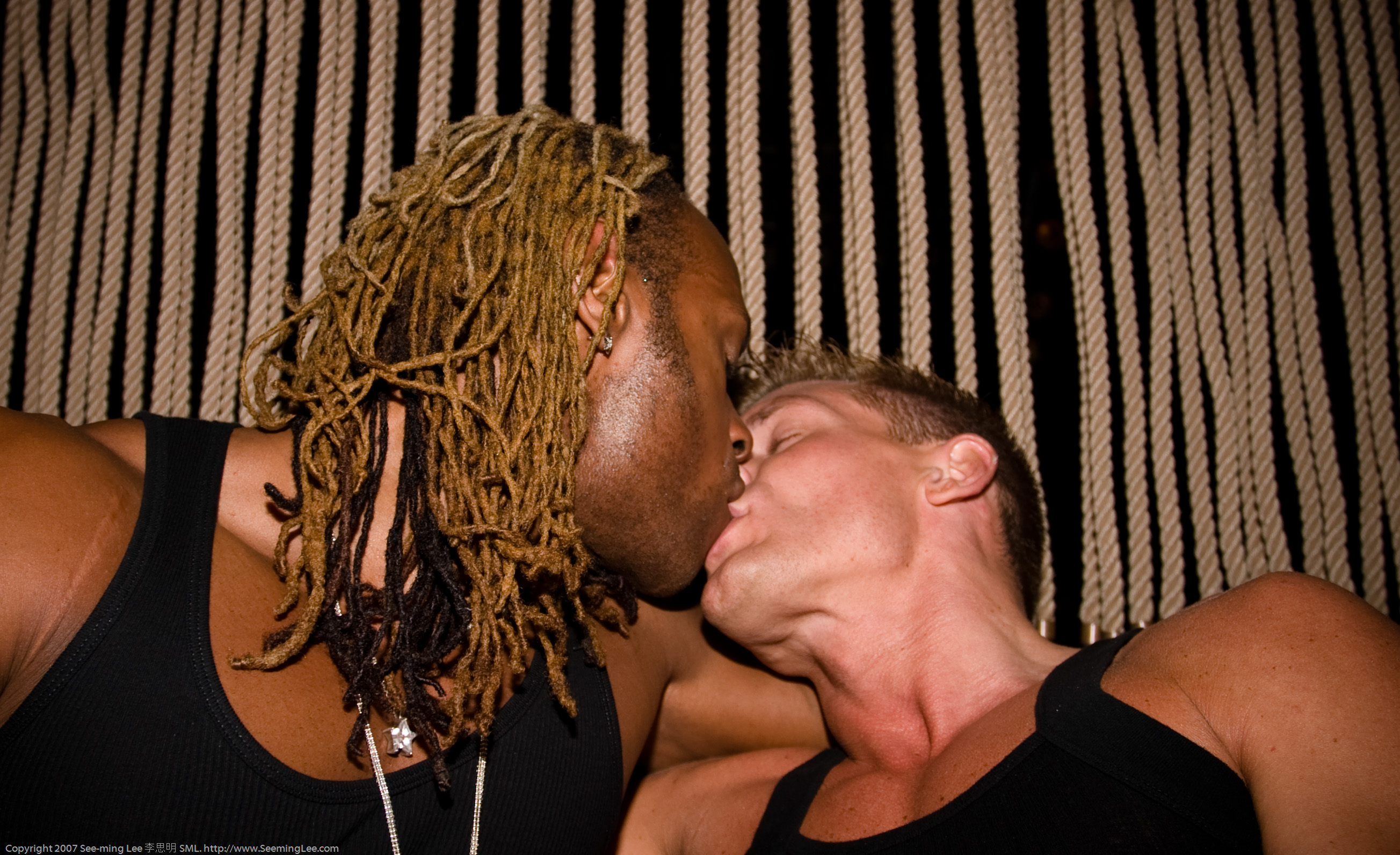

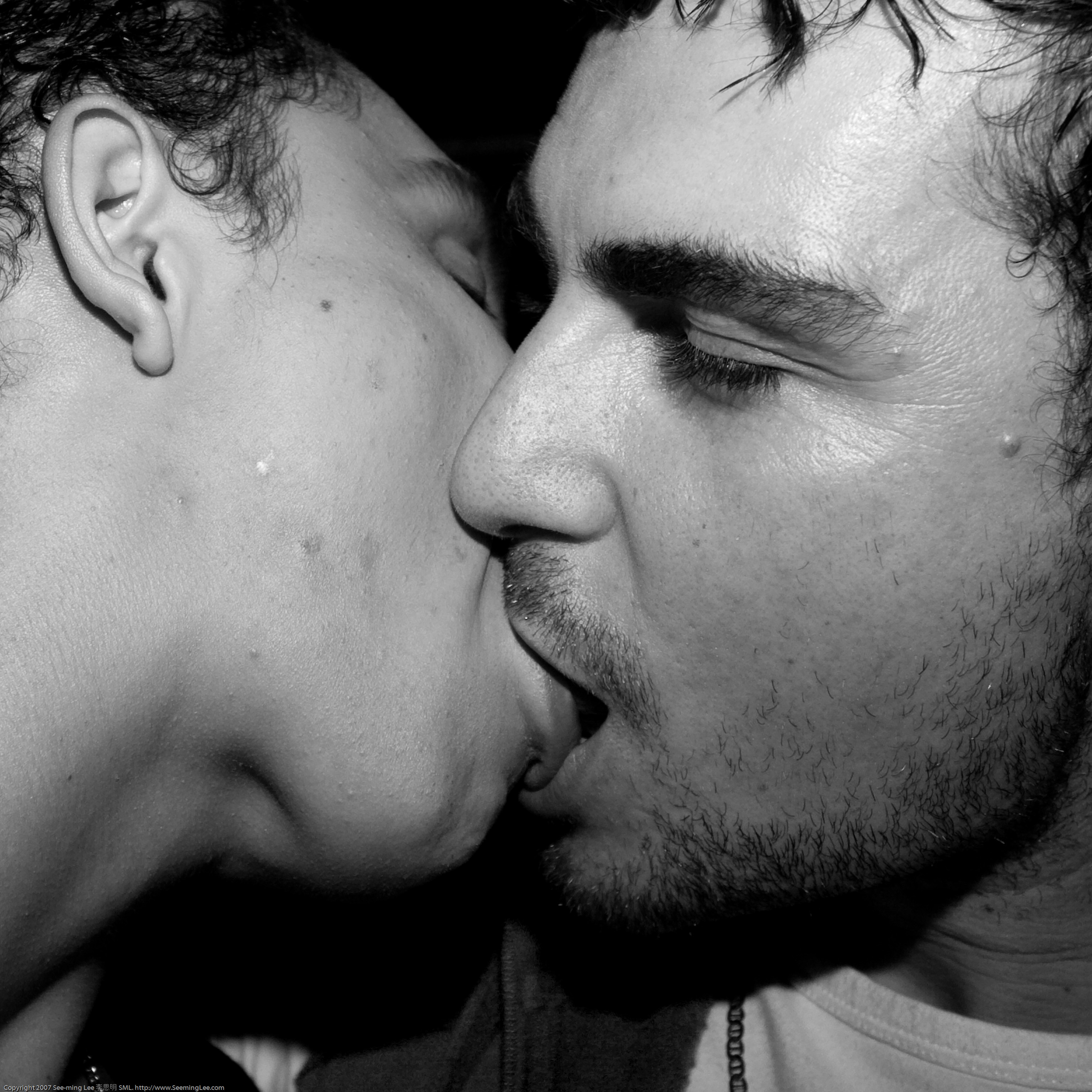
친밀하게 키스하는 남자들

남성과 성교하는 남성(males who have sex with males, MSM)은 말 그대로 다른 남성과 성교 또는 그와 유사한 행위를 하는, 동성애, 양성애 혹은 이성애자 남성들을 일컫는다. 이 용어는 어떤 성 정체성이나 성적 지향적 의미를 담고 있지 않으며, 서양에서 MSM는 1990년 남성간 성교를 하는 특정 인구 집단의 전염병을 연구하기 위해 의학계에서 처음 사용하기 시작하였다. 현대엔 의학, 사회 연구 분야 뿐만 아니라 자신의 정체성을 지칭하는 단어로도 사용되게 되었다.

## 같이 보기
- 여성과 성교하는 여성
- 남성 간 성행위